# Półwysep Murchisona
Półwysep Murchisona (ang. Murchison Promontory) – półwysep w północnej Kanadzie, stanowiący najbardziej na północ wysunięty punkt kontynentalnej Ameryki Północnej, a także jeden ze skrajnych punktów na kuli ziemskiej. Odległość do bieguna północnego wynosi 1087 mil morskich (2013 km), o 64 km mniej niż najbardziej na północ wysunięty punkt USA – Point Barrow na Alasce.
Półwysep znajduje się na obszarze terytorium Nunavut, w regionie Kitikmeot. Jest częścią większego półwyspu Boothia. Cieśnina Bellota oddziela go od wyspy Somerset. 250 km na południe znajduje się osada Taloyoak.
Obszar półwyspu został po raz pierwszy zbadany w kwietniu 1852 przez Kanadyjczyka Williama Kennedy oraz Francuza Josepha René Bellota (od którego nazwiska wzięła nazwę cieśnina). Poszukiwali oni śladów zaginionej wyprawy pod dowództwem Johna Franklina. W zimie 1858/59 na statku Fox zimował przy półwyspie Murchisona Irlandczyk Francis Leopold McClintock, również poszukujący ekspedycji Franklina (którą zresztą podczas tej wyprawy odnalazł). W 1937 Szkot E.J. „Scotty” Gall na statku Aklavik minął półwysep podczas pierwszego udanego przejścia cieśniną Bellota dla Kompanii Zatoki Hudsona.